# Chilili, New Mexico
Chilili, New Mexico (енгл. Chilili) насељено је место без административног статуса у америчкој савезној држави Њу Мексико.

## Демографија
По попису из 2010. године број становника је 137, што је 24 (21,2%) становника више него 2000. године.
| Група             | 2000.       | 2010.       |
| Белци             | 5 (4,4%)    | 19 (13,9%)  |
| Афроамериканци    | 3 (2,7%)    | 3 (2,2%)    |
| Азијати           | 0 (0,0%)    | 0 (0,0%)    |
| Хиспаноамериканци | 104 (92,0%) | 115 (83,9%) |
| Укупно            | 113         | 137         |